# Pipriac communauté
Pipriac communauté était une intercommunalité française située dans le département d'Ille-et-Vilaine et en région Bretagne.

## Histoire
La communauté de communes du canton de Pipriac a été créée le 14 septembre 1992 et regroupait les neuf communes du canton. 
Le 19 mai 2009, l'intercommunalité est renommée Pipriac communauté.
En 2013, la dissolution de la communauté de communes est votée par les élus. Cette dissolution a pris effet le 1er janvier 2014. Au total six communes (Bruc-sur-Aff, Lieuron, Pipriac, Saint-Ganton, Saint-Just, Sixt-sur-Aff) ont rejoint la communauté de communes du Pays de Redon. Les trois communes restantes (Guipry, Lohéac, Saint-Malo-de-Phily) ont rejoint un  nouvel ensemble regroupant les communautés de communes du canton de Guichen (ACSOR) et de Maure de Bretagne communauté. Ce nouvel ensemble est dénommé Vallons de Haute-Bretagne communauté.
Elle faisait partie du pays de Redon et Vilaine.

## Territoire communautaire

### Composition
Elle regroupait neuf communes :
| Nom                 | Code Insee | Gentilé          | Superficie (km2) | Population (dernière pop. légale) | Densité (hab./km2) |
| ------------------- | ---------- | ---------------- | ---------------- | --------------------------------- | ------------------ |
| Pipriac (siège)     | 35219      | Pipriatains      | 48,65            | 3 685 (2014)                      | 76                 |
| Bruc-sur-Aff        | 35045      | Bruçois          | 21,23            | 855 (2014)                        | 40                 |
| Guipry              | 35129      | Guipryens        | 50,35            | 3 744 (2013)                      | 74                 |
| Lieuron             | 35151      | Lieuronnais      | 16,72            | 786 (2014)                        | 47                 |
| Lohéac              | 35155      | Lohéaciens       | 5,11             | 658 (2014)                        | 129                |
| Saint-Ganton        | 35268      | Saint-Gantonnais | 14,08            | 414 (2014)                        | 29                 |
| Saint-Just          | 35285      | Saint-Justins    | 28,05            | 1 089 (2014)                      | 39                 |
| Saint-Malo-de-Phily | 35289      | Philystins       | 18,77            | 1 072 (2014)                      | 57                 |
| Sixt-sur-Aff        | 35328      | Sixtins          | 42,50            | 2 113 (2014)                      | 50                 |

## Administration

### Siège
Le siège de la communauté de communes était à Pipriac, 36 rue de l'Avenir.
En 2007, le siège de la communauté de communes fut transféré de Pipriac à la Maison des communes, dans la zone d’activités de Courtbouton à Guipry, puis en 2011, il est transféré à la Maison communautaire à Pipriac.

### Conseil communautaire
Les 21 conseillers titulaires étaient répartis comme suit :
| Commune             | Nombre de conseillers |
| ------------------- | --------------------- |
| Bruc-sur-Aff        | 2                     |
| Guipry              | 3                     |
| Lieuron             | 2                     |
| Lohéac              | 2                     |
| Pipriac             | 3                     |
| Saint-Ganton        | 2                     |
| Saint-Just          | 2                     |
| Saint-Malo-de-Phily | 2                     |
| Sixt-sur-Aff        | 3                     |

### Élus
|                       | Identité                    | Qualité                              |
| --------------------- | --------------------------- | ------------------------------------ |
| 1re                   | Marie-Paule Colas           | 1re adjointe au maire de Guipry      |
| 2e                    | Marcel Bouvier              | Maire de Pipriac                     |
| 3e                    | Gilbert Migaud              | 1er adjoint au maire de Sixt-sur-Aff |
| 4e                    | Daniel Lecomte              | Conseiller municipal de Saint-Just   |
| 5e                    | Elisabeth Merlaud-Chaupitre | Conseillère municipale de Lohéac     |
| Source : Ouest-France |                             |                                      |

Le bureau communautaire comptait trois autres membres :
- Hélène Danion (Bruc-sur-Aff),
- Bernard Gefflot (Saint-Ganton),
- Bernard Tirel (Saint-Malo-de-Phily).

### Liste des présidents
| Période      | Période            | Identité                       | Étiquette    | Qualité                                                                       |
| ------------ | ------------------ | ------------------------------ | ------------ | ----------------------------------------------------------------------------- |
| 1992         | avril 1995 (décès) | Gaël de Poulpiquet du Halgouët | DVD          | Maire de Saint-Just (1971 → 1995) Conseiller général de Pipriac (1971 → 1995) |
| juillet 1995 | avril 2001         | Emmanuel Chérel                | UDF-CDS      | Maire de Guipry (1966 → 2001)                                                 |
| avril 2001   | avril 2008         | Gilbert Amossé                 | PS           | Maire de Lieuron (1989 → 2014)                                                |
| avril 2008   | décembre 2013      | Laurent Collot                 | UMP puis UDI | Adjoint au maire de Lieuron (2008 → 2014)                                     |